# Douglas Carswell

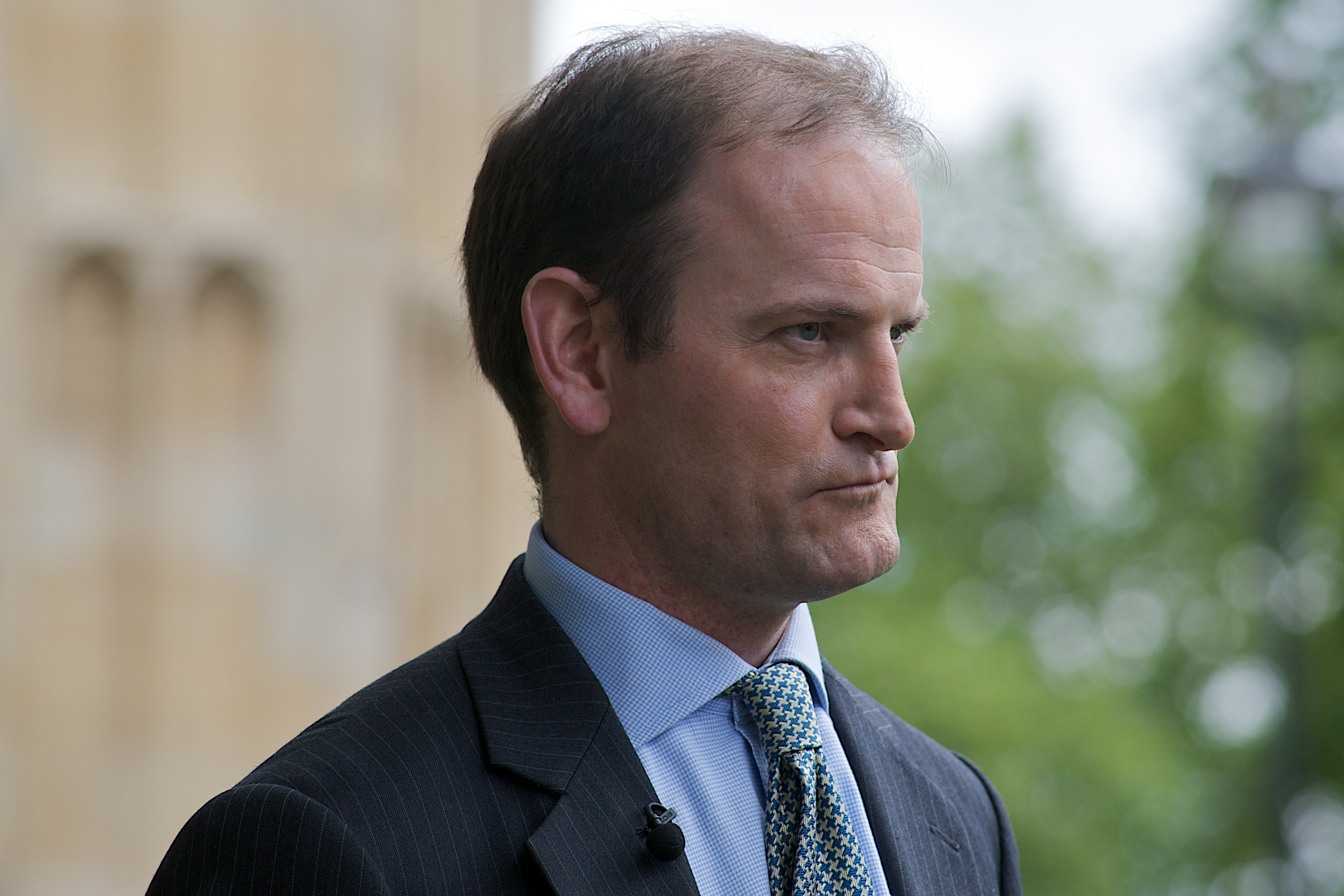
Douglas Carswell, 2009

Douglas Carswell (* 3. Mai 1971 in London) ist ein britischer Politiker. Er war zwischen 2005 und 2014 Parlamentarier der Conservative Party und von August 2014 bis März 2017 Abgeordneter der UK Independence Party (UKIP). Er saß zuletzt als unabhängiger Abgeordneter im britischen Unterhaus.

## Leben
Carswell ist Sohn zweier Ärzte und wuchs in Uganda auf, wo die Eltern arbeiteten. Er besuchte die St. Andrews School in Kenia, anschließend die Charterhouse School und die University of East Anglia, wo er Geschichte studierte. Im Jahr 1994 erwarb er am King’s College London einen Masterabschluss. Von 1997 bis 1999 arbeitete er für das italienische Fernsehen und von 1999 bis 2005 für Invesco als Assistent des Europa-CEO.
Im Jahr 2001 trat er in Sedgefield als Kandidat für die britischen Konservativen an, unterlag jedoch dem damaligen Premierminister Tony Blair. Im Jahr 2005 gewann er den Wahlkreis Harwich knapp und zog in das Unterhaus ein. Im Jahr 2010 wurde er erneut im Wahlkreis Clacton gewählt. Im August 2014 verließ er die Konservative Partei und trat der UK Independence Party (UKIP) bei. Sein Abgeordnetenmandat gab er zurück. Bei der Nachwahl im Oktober 2014 trat er für den Sitz für die UKIP an und errang als erster Politiker der UKIP einen Sitz im Unterhaus. Auch bei der Unterhauswahl am 7. Mai 2015 war Carswell für UKIP erfolgreich und gewann als einziger UKIP-Kandidat landesweit seinen Wahlkreis mit 44 % der Stimmen gegenüber seinem Hauptkonkurrenten Giles Watling von den Konservativen, der knapp 37 % erhielt. Während er 2014 in der Nachwahl eine Mehrheit von 12.404 sichern konnte, betrug sein Vorsprung in absoluten Zahlen 2015 nur noch 3473 Stimmen.
Nach der Wahl kam es zu einem Streit innerhalb von UKIP über staatliche Parteiensubventionen. Nach der Wahlordnung hatte UKIP Anspruch auf 650.000 £  sogenanntes short money aus öffentlichen Mitteln. Dieses short money ist eine staatliche Parteiensubvention und die Höhe richtet sich nach der Zahl der erhaltenen Wählerstimmen und Parlamentssitze (16.956,86 £ pro Parlamentssitz und 33,86 £ für je 200 Wählerstimmen). Da UKIP trotz 3,9 Millionen Wählerstimmen nur Carswell als einzigen Abgeordneten ins Unterhaus bringen konnte, stehen ihm alle für UKIP bestimmten Mittel zu. Die UKIP-Parteiführung trat an Carswell mit dem Plan heran, dass von dem Geld 15 neue Mitarbeiter für sein Parlamentsbüro aus den Reihen von UKIP eingestellt werden sollten. Diesen Umgang mit Geld der Steuerzahler lehnte Carswell als „unangemessen“ ab. Er sei „kein US-Senator“ und benötige keine 15 Mitarbeiter.
Zu den Streitigkeiten innerhalb der UKIP um die Rolle des bisherigen Vorsitzenden Nigel Farage sagte Carswell in einem Beitrag in der Times am 16. Mai 2015, dass er Farage bewundere, aber dass dieser nun „eine Pause benötige“ (Nigel Farage needs to take a break now).
In einem Interview mit der BBC sprach sich Carswell am 18. Dezember 2015 für einen Führungswechsel an der Spitze von UKIP aus (UKIP needs a 'fresh face' as leader). Er selbst sei aber kein Kandidat hierfür. Nach den Äußerungen wurde er von Nigel Farage öffentlich zurechtgewiesen ([He should] put up or shut up.).
Am 25. März 2017 erklärte Carswell seinen Austritt aus UKIP. Er erklärte, dass er sein Ziel den Austritt Großbritanniens aus der EU erreicht habe und er in Zukunft als unabhängiger Abgeordneter im Parlament sitzen werde. Durch diesen Schritt, sagte er, sei keine Nachwahl notwendig. Im Zuge der vorgezogenen Parlamentswahlen im Juni 2017 erklärte Carswell, er wolle nicht erneut kandidieren, sondern stattdessen die Conservative Party unterstützen.